# Hinteregg (Weiler, Gemeinde Matrei in Osttirol)
Hinteregg ist ein Weiler der Gemeinde Matrei in Osttirol und gehört zur gleichnamigen Fraktion Hinteregg. Die Ortschaft liegt oberhalb des Matreier Talkessels und wurde 1981 von 6 Menschen bewohnt.

## Geographie
Der Weiler Hinteregg liegt am Westabhang des Hintereggkogels nordöstlich des Ortszentrums des Markts Matrei in Osttirol. Er besteht aus den Bauernhöfen Stöffler (Hinteregg 2) und Kaisen (Hinteregg 5) mit der Mariahilfkapelle in 1.430 Metern, dem ein nördlich gelegenen Haus (Schapper, Hinteregg 7) mit einem Wirtschaftsgebäude des in Zedlach liegenden Bauernhofs Staller Weiler. Der Weiler Hinteregg ist lediglich über eine Straße von Zedlach über Strumer aus zu erreichen, zum unterhalb von Hinteregg befindlichen Prossegg besteht keine Straßenverbindung.

## Geschichte

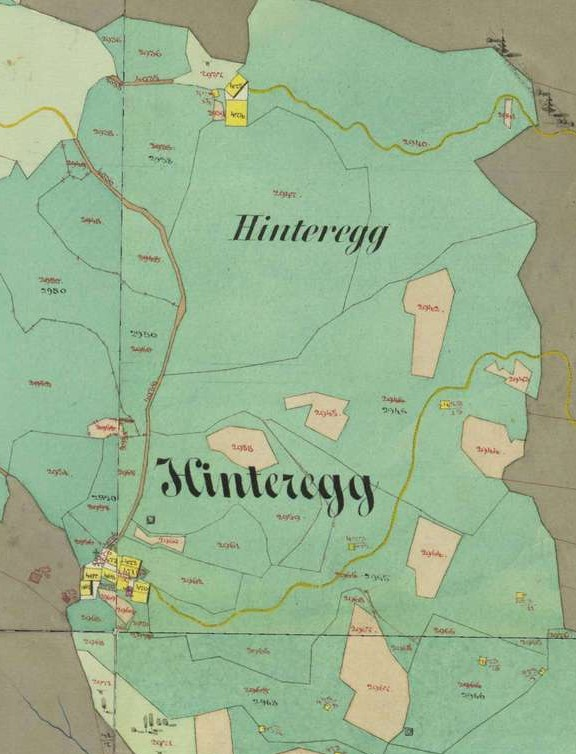
Der Weiler Hinteregg um 1859

Der Weiler Hinteregg war Mitte des 19. Jahrhunderts stärker besiedelt als heute. Im Franziszeischen Kataster sind für den südlichen Teil des Weilers mehrere Gebäude verzeichnet, die eng aneinander gebaut und zudem teilweise noch geteilt waren. Die Trennung in den Ortsverzeichnissen zwischen Fraktion und Weiler Interegg sowie dem Strumerhof erfolgte lediglich in den Jahren 1971 und 1981, wobei der Weiler Hinteregg 1971 drei Gebäude mit 16 Bewohnern und 1981 drei Gebäude mit sechs Bewohnern umfasste.

## Bauwerke
Im Weiler Hinteregg besteht die Mariahilfkapelle, die beim Bauernhof Stöffler (auch Steffa- oder Blasenhof) liegt. Sie wurde 1970 errichtet und von den Familien Niederegger-Steiner gestiftet. Der Bau geht dabei auf eine Vorgängerkapelle zurück, die an dieser Stelle 1863 errichtet und von einer Lawine vernichtet worden war. Die Pläne für die neu errichtete Kapelle stammen von Roman Huter, die Weihe erfolgte am 6. Oktober 1973. Bei der Kapelle selbst handelt es sich um einen Bau über rechteckigem Grundriss mit polygonalem Schluss. Das Pultdach wurde mit Schindeln eingedeckt und wird von einem leicht vorkragenden Dachreiter überragt. Der Dachreiter verfügt über rechteckige, durch Jalousien geschützte Schallöffnungen und ein geschwungenes Zeltdach, das durch Kugel und Kreuz bekrönt ist. Im Inneren wurde die Kapelle mit einer gebeizten Holzdecke und Natursteinfußbodenplatten ausgestattet, der Altar zeigt ein barockes Gemälde mit einer Darstellung von Mariahilf. Des Weiteren wurde die Kapelle mit zwei geflügelten Putten aus der ursprünglichen Kapelle (zweite Hälfte des 19. Jahrhunderts) und zwei Konsolenfiguren des heiligen Petrus bzw. des heiligen Paulus ausgestattet. Die Glocke der Kapelle stammt aus der Zeit nach dem Ersten Weltkrieg und wurde von der zerstörten Kapelle in den heutigen Bau verbracht.
Das Wegkreuz in Hinteregg westlich des Kaisenhofes wurde in der ersten Hälfte des 20. Jahrhunderts anstelle eines Vorgängerkreuzes errichtet. Es handelt sich um ein Holzkreuz unter Satteldach mit Corpus im Dreinageltypus und geschnitzter Dornenkrone.